# La Tentation de saint Antoine (Flaubert)
Pour les articles homonymes, voir La Tentation de saint Antoine.
La Tentation de saint Antoine est un récit en prose de Gustave Flaubert, publié en 1874.
Il existe deux versions antérieures au texte publié en 1874 : l'une date de 1849 et l'autre de 1856. 
Le texte est dédié à Alfred Le Poittevin : « À la mémoire d'Alfred Le Poittevin, décédé à la Neuville-Chant-d'Oisel le 3 avril 1848 ».

## Historique
En 1845, sa sœur Caroline Flaubert épouse le camarade et ami d'enfance de Gustave, Émile Hamard. Il les accompagne lors de leur voyage de noces en Italie. Au palais Balbi de Gênes, il admire le tableau attribué à Pieter Brueghel le Jeune, La Tentation de saint Antoine,, qui lui inspirera son récit homonyme, (le tableau est, aujourd'hui, visible au Palazzo Spinola di Pellicceria).

## Résumé
Hanté dès 1835 par ce thème que le Caïn de Byron et le Faust de Goethe avaient déjà illustré, Flaubert écrivit trois versions de ce texte où l'anachorète de la Thébaïde dialogue avec des apparitions successives. Antoine, évoquant les souvenirs trop vivaces de son passé, connaît à nouveau les tentations démoniaques : des visions de luxure, les séductions du pouvoir ou de la volupté le sollicitent ; plus troublante encore est l'apparition de son disciple, Hilarion, qui lui présente « tous les dieux, tous les rites, toutes les prières, tous les oracles », soulignant les contradictions des Écritures. Et quand, sous le nom de Sciences, le démon dévoile à Antoine les secrets de l'univers, l'anachorète aspire un moment à se fondre dans la matière dont il aperçoit l'extraordinaire foisonnement ; mais, dans le disque du soleil qui se lève, resplendit le visage du Christ. Alliance originale de l'évocation du monde gréco-latin du IVe siècle et de l'énoncé des théories modernes, cette œuvre symbolique contient des tableaux d'une grande beauté plastique.

## Analyse
Ce texte rompt avec les récits de voyage en Orient au XIXe siècle en présentant l’exemple d’un voyage sans déplacement : saint Antoine effectue son odyssée seul et immobile dans le désert. Yves Thomas note par ailleurs : « Dès la Tentation de 1849, Flaubert s'éloigne de la vision d'ensemble des romantiques pour jeter un regard qui singularise l'Orient des bazars et des caravanes. À l'espoir d'un ailleurs mystérieux, il préfère les croupissements luxueux où la rutilance a plus d'importance que la lumière du jour. »
Selon Étienne Beaulieu, derrière Flaubert romancier apparaîtrait un Flaubert poète qui « n’a cessé de prendre, tout au long de son œuvre, du silence sur le fond duquel se dégage toute parole et auquel il semble vouloir donner une voix dans La tentation de saint Antoine ».

## Les éditions
La première édition parue chez Charpentier en 1874 comporte des coquilles d'impression : le mot « capitaine » à la place de « capitale », page 152, et le mot « éphémérides » pour « éphémères » à la page 295. Un exemplaire de ce type, en bibliophilie, se négocie en 2017 aux alentours de 10 000 euros (à noter que l'exemplaire dont il est question a la particularité très rare d'avoir été dédicacé par son auteur).
La Tentation de saint Antoine de Flaubert inspira Odilon Redon, artiste symboliste qui publia un recueil de 24 estampes en 1896.